# California State Route 188
Die California State Route 188 (kurz CA 188) ist eine State Route im US-Bundesstaat Kalifornien, die in Nord-Süd-Richtung verläuft.
Die State Route beginnt an der mexikanischen Grenze nahe Tecate und endet an der California State Route 94.

## Weblinks

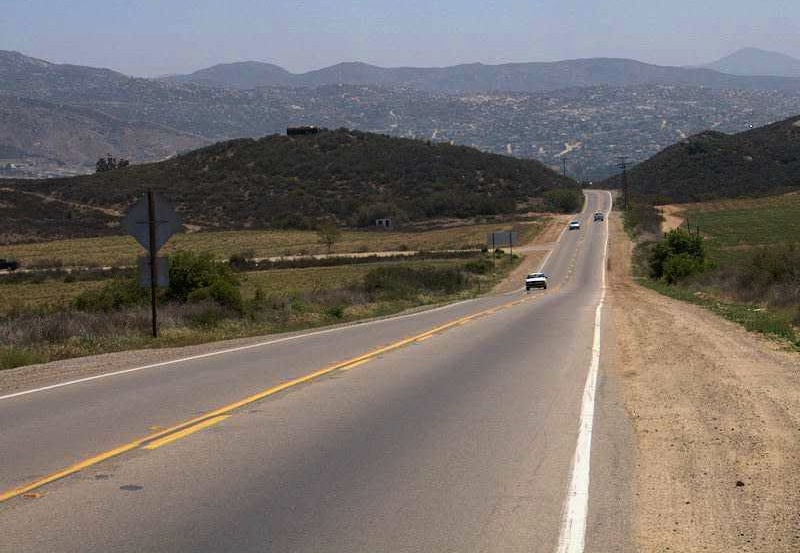
California State Route 188 mit Tecate, Mexiko im Hintergrund